# Megamelus leimonias
Megamelus leimonias är en insektsart som först beskrevs av George Willis Kirkaldy 1907.  Megamelus leimonias ingår i släktet Megamelus och familjen sporrstritar. Inga underarter finns listade i Catalogue of Life.